# 락사 사라왁

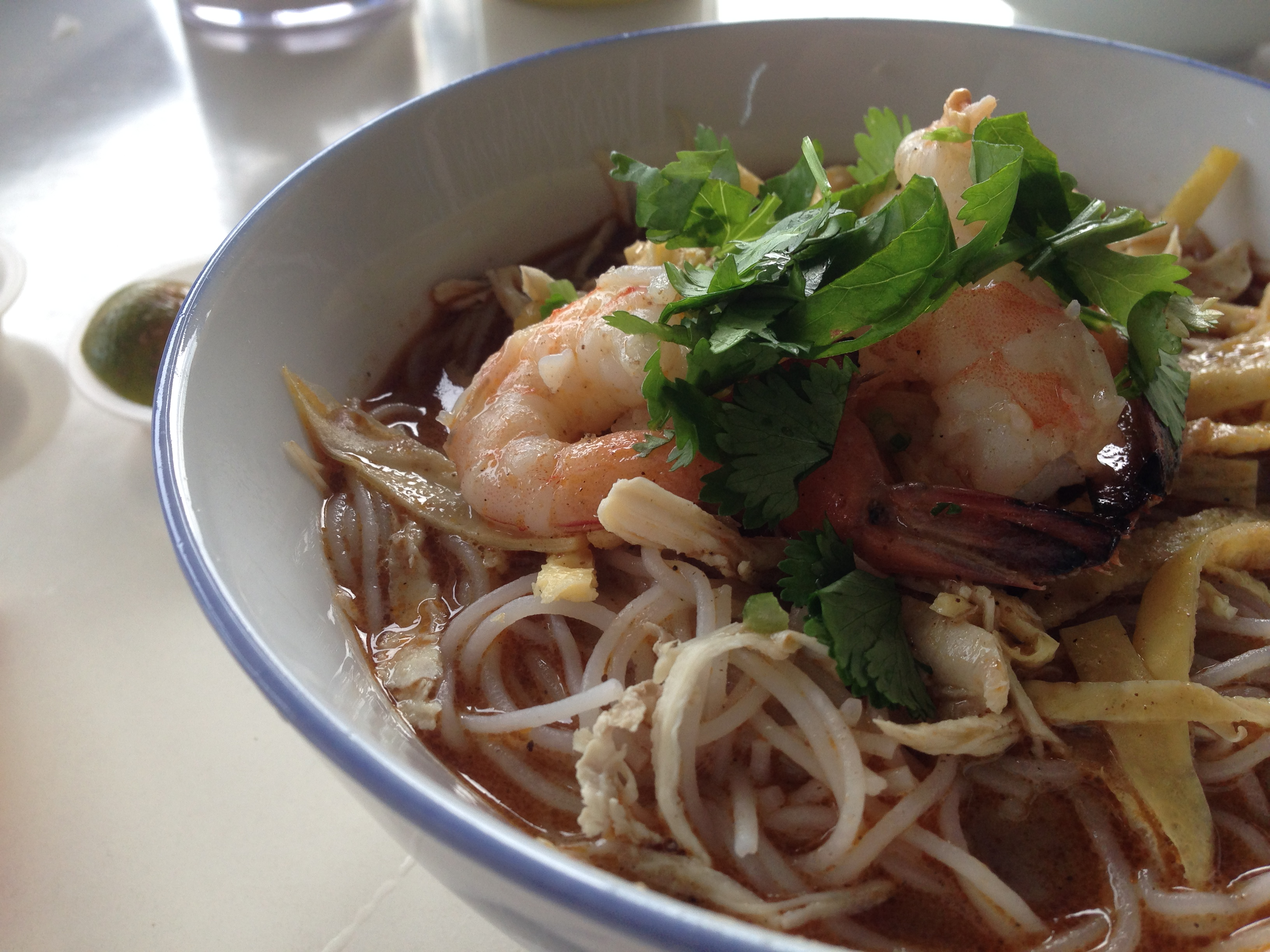
락사 사라왁

락사 사라왁(말레이어: laksa Sarawak)은 말레이시아의 국수 요리이다. 국물국수인 락사의 일종이며, 말레이시아 사라왁주 음식이다. 다른 말레이시아 락사들은 생선국물 베이스인 경우가 많지만, 락사 사라왁은 새우와 닭고기로 밑국물을 낸다. 삼발과 코코넛밀크, 블라찬(새우장), 레몬그래스, 큰고량강, 마늘, 타마린드를 넣어 맛을 낸다. 국수로는 주로 쌀 버미셀리가 쓰이며, 토핑은 찢은 닭고기, 새우, 알고명, 고수, 키라임 조각 등을 올린다.

## 같이 보기
- 아삼 락사
- 카리 락사